# Edgar Rößger
Edgar Rößger (* 19. Oktober 1905 in Freudenstadt im Schwarzwald; † 21. Oktober 1976 in Stuttgart) war ein deutscher Luftfahrtingenieur und Hochschullehrer.

## Leben
Rößger nahm sein Maschinenbaustudium an der TH Stuttgart 1924 auf. Gleichzeitig schloss er sich der Stuttgarter Burschenschaft Ghibellinia an. Bereits 1928 konnte Rößger sein Studium mit dem Diplom abschließen. Nach Anstellungen bei der Leichtflugzeugbau Klemm GmbH und am Forschungsinstitut für Kraftfahrwesen und Fahrzeugmotoren Stuttgart war er von 1935 bis 1945 flugtechnischer Mitarbeiter bei der Direktion der Deutschen Lufthansa AG und im Kriegsdienst beim Kommando der Blindflugschulen und beim Kommando Lufttransportführer. Er hatte maßgeblichen Anteil an der Entwicklung und Verfeinerung des ZZ-Verfahrens, wurde Inhaber des Ausweises für Peilflugleiter Nr. 2 und einer der Begründer der Peilflugleiterlaufbahn.
Von Kriegsende bis 1952 betrieb er ein Ingenieurbüro. Ab 1951 bearbeitete er Forschungsvorhaben auf dem Gebiet der Flugsicherung und Navigation. Im neuen Flugsicherungsausschuss wurde er als Gutachter berufen und erhielt an der TH Stuttgart Lehraufträge über Navigation, Flugmesstechnik und Flugbetrieb.
1954 übernahm er an der Universität Köln die Leitung der Abteilung Luftverkehr am Institut für Verkehrswissenschaften. Im Sommer 1955 habilitierte er sich an der dortigen Fakultät für Wirtschafts- und Sozialwissenschaften und wurde Privatdozent.
Von 1955 bis 1971 war er Fachgebietsleiter am Institut für Luft- und Raumfahrt (Flugführung und Luftverkehr) der TU Berlin.

## Veröffentlichungen
- Die Flugsicherung in den Vereinigten Staaten von Amerika. 1931.
- Entwicklung und Stand der Luftnavigation. 1954.
- Grundlagen der Raumfahrzeugführung.
- Der Überschall-Luftverkehr.
- Optimale Flugwege.
- Gitternavigation.
- mit Wolfgang Breitung: Bordsysteme und Übertragungsmedien der Flughydraulik. 1961.
- Navigation und Ortung im Raum. 1962.
- Himmelsmechanische Grundlagen der Raumfahrzeugführung. 1963.
- mit Günther Sögtrop: Transportsystem für Entwicklungsländer unter besonderer Berücksichtigung des Luftverkehrs. 1964.
- mit Hartmut Schwermer und Helmut Wolff: Abschätzung des Integrationsfehlers bei der numerischen Integration komplizierter Differentialgleichungen. 1966.
- Untersuchungen der Einflüsse der Betriebsbedingungen auf das Leistungsverhalten von Servoventilen und Stellsystemen. 1968.
- Bestimmung von Start- und Landebahnlängen bei der Flughafenplanung. 1968.
- Untersuchungen der Einflüsse der Betriebsbedingungen auf das Leistungsverhalten von Servoventilen und Stellsystemen. 1968.
- Lösung von Transportaufgaben mit Hilfe von Containern. 1971.